# N-Star C
O N-Star C é um satélite de comunicação geoestacionário japonês construído pelas empresas Lockheed Martin e Orbital Sciences Corporation (OSC), ele está localizado na posição orbital de 136 graus de longitude leste e foi operado inicialmente pela NTT DoCoMo e posteriormente pela SKY Perfect JSAT Corporation. O satélite foi baseado na plataforma Star-2 Bus e sua vida útil estimada é de 10 anos.

## História
No programa N-STAR c, a Orbital fez uma parceria com a Lockheed Martin Corporation para construir e lançar um satélite de comunicações geoestacionário para a NTT Mobile Communications Network, Inc. (NTT DoCoMo) do Japão. A Lockheed Martin foi o contratante principal e fornecedor da carga e integrador, enquanto a Orbital foi responsável por fornecer o sistema de espaço, incluindo o bus para satélite e sistema de aterramento relacionado, bem como a aquisição do veículo de lançamento e realização das operações iniciais do satélite.
O N-STAR c fornece serviços de comunicações em banda S para usuários móveis no Japão.

## Lançamento
O satélite foi lançado com sucesso ao espaço no dia 05 de julho de 2002, às 23:22 UTC, por meio de um veículo Ariane-5G, lançado a partir do Centro Espacial de Kourou, na Guiana Francesa, juntamente com o satélite Stellat 5. Ele tinha uma massa de lançamento de 1.620 kg.

## Capacidade e cobertura
O N-Star C é equipado com 20 transponders em Banda S e um em banda C para fornecer serviços de telecomunicação ao Japão.